# 須藤貢明
須藤 貢明（すどう つぐあき、1939年 - ）は、日本の聴覚障害児教育の研究者、東京学芸大学名誉教授である。青森県弘前市出身。青森県立弘前高等学校を経て、1962年電気通信大学電波通信学部卒業。玉川大学工学部専任講師、東京学芸大学専任講師を経て、1992年に東京学芸大学教授に、2003年に同学名誉教授に就任した。聴覚心理学、言語指導論を研究する。
1992年に「聴覚障害児教育における言語指導の方法に関する実験的研究」で博士（教育学）を取得した（筑波大学、第471号）。

## 著作

### 単著
- 聴覚障害児教育における言語指導に関する研究（1994年、風間書房、ISBN 4759908714）

### 共著
- ことばの遅れた子の言語指導（1983年、教育出版、共著：岸学、ISBN 4316337807）
- 難聴児と聴能およびその補聴（1985年、学苑社、共著：坂部長生、出口利定 ISBN 4761485043）
- 基本的言語の指導とその教材（1990年、学苑社、共著：臼田恵美子）
- 聴覚障害児の残存聴力活用（1997年、教育出版、共著：濵田豊彦、荒木紫乃、ISBN 431633770X）
- 音と聞こえ―言語療法と音楽療法のための―（2005年、音楽之友社、共著：杵鞭広美 ISBN 4276122651）
- 音楽表現の科学―認知心理学からのアプローチ―（2010年、アルチスパブリッシング、共著：杵鞭広美、ISBN 9784903951287）